# Dilovası

Emplacement du district de Dilovası dans la province de Kocaeli.

Dilovası est une ville et un district de la province de Kocaeli dans Région de Marmara en Turquie. Il fut créé en 2008 à partir du district de Gebze. Le maire est Cemil Yaman (AKP).

## Économie
Dilovası est une ville fortement industrialisée ; on y dénombre 170 usines. Le développement industriel se poursuit toujours. En 2011, le groupe POSCO a décidé d'y installer une nouvelle aciérie et trois nouvelles zones industrielles sont en projet.

## Environnement et santé publique
Les usines ont fortement contribué à polluer l'environnement, valant à la ville le titre de "capitale turque de la pollution industrielle". Onur Hamzaoglu, directeur du département de santé publique de l'université de Kocaeli, a établi en 2005 que le taux de cancers y était de 32 %, contre 12,9 % au niveau national. En 2011, une nouvelle étude de Hamzaoglu a montré que le lait maternel était contaminé par des métaux lourds.

## Transports
Le Pont Osman Gazi enjambe le golfe d'İzmit et permet de relier Dilovası à Altınova.